# Wendy González Urrutia
Wendy González Urrutia (Ciudad de México; 3 de agosto de 1976) es una política mexicana afiliada al Partido Acción Nacional. Desde el 1 de septiembre de 2021 es diputada federal en la LXV Legislatura del Congreso de la Unión en representación del distrito 3 de la Ciudad de México.

## Primeros años
Wendy González Urrutia nació en México, D. F. el 3 de agosto de 1976. Estudió la licenciatura en derecho en la Universidad Nacional Autónoma de México y la maestría en derecho procesal penal en la misma institución.

## Trayectoria política
En las elecciones del Distrito Federal de 2006 fue postulada por el Partido Acción Nacional (PAN) como candidata a jefe delegacional de Xochimilco. En las elecciones del Distrito Federal de 2009 fue postulada como diputada de la Asamblea Legislativa del Distrito Federal por la vía plurinominal, sin conseguir el escaño. Posteriormente fue nombrada presidente del comité delgacional del Partido Acción Nacional en Xochimilco.
En las elecciones del Distrito Federal de 2015 fue designada diputada de la Asamblea Legislativa del Distrito Federal por la vía plurinominal en representación del Partido Acción Nacional en la VII Legislatura.
En las elecciones federales de 2021 fue postulada por la coalición Va por México como diputada del distrito 3 de la Ciudad de México, representando a la alcaldía Azcapotzalco. González Urrutia perdió los comicios por 266 votos ante la candidata del partido Movimiento Regeneración Nacional, Gabriela Jiménez Godoy. El Partido Acción Nacional impugnó la elección argumentando irregularidades en el nombramiento de funcionarios de casilla y la intervención ilegal de funcionarios públicos en favor de la candidata de Morena, incluyendo al presidente Andrés Manuel López Obrador. El Tribunal Electoral del Poder Judicial de la Federación determinó anular cuatro casillas, dándole la victoria a Wendy González Urrutia. Desde el 1 de septiembre de 2021 es diputada federal en la LXV Legislatura del Congreso de la Unión. Dentro del congreso es presidente de la comisión bicamaral del sistema de bibliotecas y secretaria de la comisión de igualdad de género.

## Controversias
En mayo de 2014, mientras era presidente del comité delgacional del PAN en Xochimilco, tuvo un altercado con otra militante de su partido. La mujer le pidió a Wendy González Urrutia la lista de los delegados que tenían derecho a voto en la próxima elección de presidente del comité delegacional argumentando que tenían derecho a conocer a los electores. González Urrutia se negó a proporcionarle la información debido a que la militante apoyaba una candidatura distinta a la que respaldaba González Urrutia. En respuesta la militante empezó a grabarla para dejar constancia de su negativa a proporcionarle información a sus competidores. Ante esa acción, Wendy González Urrutia golpeó a la mujer mientras le gritaba «Dame el teléfono hija de la chingada» y ante la aparición de la policía acusó a la militante de haberle robado su teléfono. Un testigo del hecho grabó el altercado y lo publicó en redes sociales, causando que Wendy González recibiera el apodo de «Lady Garnacha». Posteriormente Wendy González fue denunciada por los delitos de agresión y robo ante el Ministerio Público del Distrito Federal.